# Nord-Ost (Musical)

Logo des Nord-Ost Musicals

Nord-Ost (russisch Норд-Ост) ist ein Musical von Georgi Wassiljew und Alexei Iwaschtschenko nach Wenjamin Kawerins Roman Zwei Kapitäne. Das Musical wurde am 19. Oktober 2001 im Theaterzentrum an der Dubrowka in Moskau uraufgeführt.
Das Musical erzählt anhand einer Liebesgeschichte die sowjetische Geschichte von der vorrevolutionären Zeit bis zum Großen Vaterländischen Krieg.

## Handlung
Der jugendliche Alexander (Sanja) Grigorjew verliebt sich in Katja, die Stieftochter eines Moskauer Schulheimleiters. Katjas Vater ist der berühmte Forscher Kapitän Tatarinow, der 1913 bei einer Arktisexpedition ums Leben kam. Nach dem Tod des Kapitäns heiratete Katjas Mutter dessen Bruder. Briefe, die Kapitän Tatarinow von dieser Expedition geschickt hatte, waren dem kleinen Sanja 1915 in die Hände gefallen. Von ihm erfährt Katjas Mutter auch, dass der Kapitän seinem Bruder die Schuld am Scheitern der Expedition zuweist. Dass ihre Mutter daraufhin Selbstmord begeht, macht Katja Sanja zum Vorwurf.
Beseelt von dem Wunsch, den Tod des Polarforschers aufzuklären, wird Sanja Flugkapitän. Als er nach Jahren wieder nach Moskau zurückkehrt, werden er und Katja ein Paar. Der Krieg mit Deutschland trennt die beiden abermals – Sanja zieht in die Schlacht, Katja bleibt im blockierten Leningrad zurück. Durch die Intrigen Romaschows, eines ehemaligen Schulkameraden Sanjas, der es auf Katja abgesehen hat, sind beide vom Tod des anderen überzeugt. Nach einem Flugeinsatz im Polargebiet muss Sanja notlanden. Dort stößt er auf die Spuren der 1913er Expedition und erfährt so von den Umständen des Todes von Kapitän Tatarinow. Zum „Happy ending“ finden sich die Liebenden am Rand der Welt wieder, und Sanja kann Katja die Wahrheit über das Schicksal ihres Vaters berichten.

## Geiselnahme
Am 23. Oktober 2002 kam es während einer Aufführung des Musicals zu einer Massengeiselnahme im Dubrowka-Theater durch tschetschenische Terroristen. Bei der Befreiung durch Sondereinheiten wurden ca. 130 Geiseln und die Geiselnehmer getötet.